# Bingooo
Bingooo è stato un programma televisivo a premi andato in onda su Antennatre dal 1978 al 1987 in diretta tutti i martedì sera, ideato e condotto per le oltre 420 puntate da Renzo Villa, direttore dei programmi e proprietario della stessa emittente. La trasmissione riprendeva nel nome e nella formula la variante anglosassone del famoso gioco della tombola, unendoli ad intermezzi musicali che vedevano protagonista in veste di cantante lo stesso conduttore. Il pubblico poteva partecipare alla tombola da casa grazie al proprio numero di telefono, vincendo dei premi se i numeri estratti apparivano anche nel recapito telefonico.
La trasmissione andava in onda dallo Studio 1 di Legnano, che aveva una capienza di 1300 persone. Renzo Villa era solito condurre parte dello show dalle gradinate che ospitavano il pubblico, cantando in mezzo ad esso e coinvolgendolo in giochi e gag.
L'orchestra era diretta da Tino Pigni. La regia era di Enzo Gatta.
Lo stesso Villa era autore ed esecutore della sigla del programma, che incisa su 45 giri registrò vendite record di oltre 1 milione e mezzo di copie.

Tata Giacobetti, Virgilio Savona e Gerry Bruno nella parodia Una spia chiamata Cicero, dal programma Il Bingoo, in onda su Antennatre nel 1982 (foto gentilmente fornita da Ettore Bruno)

Sulla fine del 1978 partecipò come ospite la cantautrice e musicista Giuni Russo, che presentò il suo 45 giri Soli noi.
Originale l'apporto di Roberto Vecchioni, già noto come cantante, ma nello stesso tempo professore di lettere nei licei, che conducendo Telebigino aiutava in diretta gli studenti che stavano facendo i compiti a casa.
Nella stagione 1982-1983 partecipò al programma il Quartetto Cetra, che in ogni puntata presentò una parodia di un episodio storico (La storia secondo i Cetra), con la partecipazione di vari ospiti come Teo Teocoli, Massimo Boldi, Gerry Bruno dei Brutos, Gianni Magni dei Gufi.
Assieme al programma La bustarella, coevo e che condivideva emittente, cast e struttura, il programma è oggi oggetto di studio da parte degli studiosi di scienze della comunicazione.
Nei primi anni ottanta, la trasmissione risultò una delle più votate a livello nazionale in un concorso indetto tra il pubblico di un noto settimanale televisivo. Nel 1984 l'emittente Antenna 3, posseduta appunto da Renzo Villa, conduttore di Bingoo, ebbe il riconoscimento del Telegatto.
Numerosi ed importanti erano i premi messi in palio nei giochi del programma per il pubblico in studio o per quello a casa. Tali premi erano offerti dagli sponsor, secondo una tecnica di pubblicità indiretta, poi vietata dalla legge. In una intervista a Libero Renzo Villa spiega che il successo commerciale di trasmissioni come Circo Pomofiore e Bingooo era appunto basata sul fare pubblicità con i premi senza che il pubblico mostrasse di accorgersene. Fu invece il passaggio ad una distinzione tra momenti di intrattenimento e di pubblicità che dette forza a nuove formule di spettacolo e alla fine dello spazio per Bingooo.